# Bulu (Berbek)
Bulu is een bestuurslaag in het regentschap Nganjuk van de provincie Oost-Java, Indonesië. Bulu telt 3007 inwoners (volkstelling 2010).